# 角隈石宗
角隈 石宗（つのくま せきそう）は、戦国時代から安土桃山時代にかけての武将。大友氏の家臣。

## 略歴
豊後国の大友義鑑・義鎮（宗麟）父子に仕え、軍配者として武田流、小笠原流等の兵法を始め、占術、気象予測に優れたことから大友氏の軍師的存在であった。宗麟には幼少の頃より軍学の講師を行っており、『大友興廃記』によれば戸次鎮連を弟子に持ったという。『フロイス日本史』によれば気象予測を弟子でない人間にも教えていたとされる。『明智軍記』によると「中にも明智十兵衛は、先年、武者修行の時分、豊後国の住士・角隈越前入道石宗と云ふ士（さむらひ）、鎮西無双の軍法、城取りの名人なり。彼が秘書、残る所無く相伝せし故に、光秀、縄張りの棟梁たり。」真実は不明だが明智光秀の軍略・鉄砲術などの師匠は角隈石宗と書いている。
また、人格者であったとされ、『フロイス日本史』によれば「日本の宗派に通暁し、宗麟、義統、全ての武将から（尊敬を超える）尊崇されている」と書かれている。日本側の記録にも石宗を「道学兼備の人」と評してあり、「道」とは即ち礼儀作法や人間の歩むべき人間学の事であり、「学」とは兵法、神仏についての知識、気象学、天文学、易学の知識等を指す。宣教師側も石宗について「道理をもって（人に）説くと道の部分が一致している。他にも「誠に真俗倚頼、文武の達人なり」（『大友興廃記』）、「軍識を得た大友の師範で、性質は篤実にて、大度兼備の功臣なり」（『歴代鎮西志』または『歴代鎮西要略』）とも評されている。
天文19年（1550年）の菊池義武の反乱による肥後国征伐や豊前国平定軍に参加。天正6年（1578年）、薩摩国の島津氏を討伐しようとする宗麟を諌めたが、宗麟は石宗の諫言を聞かずに出陣する。このため石宗は、死の覚悟を決めて自身の書いた兵法書を全て焼き払って出陣し、耳川の戦いで戦死した。
石宗を討ったのは、薩摩の武士・本郷忠左衛門と伝わるが、本郷は討ち取った相手が石宗だと知ると、御霊を大明神として祭ったという（『大友興廃記』）。
佐賀藩士が書いた『歴代鎮西志』（元禄年間に成立）は、兼ねてから石宗を知っていた島津義久は、石宗の首を見て憐れみ、石宗の廟を造り、その菩提を自ら訪れたという。この記述を見ると、石宗を大明神として祭ったのは島津義久ということになる。
同じく佐賀藩士が書いた龍造寺の史料『北肥戦誌』（正徳年間に成立）は、石宗の首を見た島津義久は、「この僧は私の年来の友人だった」と言って涙を流したという、と島津義久と角隈石宗が友人関係であったと伝聞形式で書いている。

## 逸話
- 吉野山で呪法の奇特を祈っていると、上空から脇差が落ちて来たので、呪法を祈るまでもないと、脇差を谷に投げたが、谷下から風が吹き上がり、脇差を上空の雲の所にまで吹き上げ、隠れて見えなくなった。その後、また石宗の前に落ちて来たので三拝して去った。その脇差は宝剣として子孫の家に伝わっているとされる[1]。
- ある時、空を飛んでいたカラスを呼び寄せたり、竹に止まっているスズメを動かさず、枝を折って見せたりした[2]。